# Osvaldo Ardiles
Osvaldo César Ardiles (Córdoba, 3 de agosto de 1952) é um técnico e ex-futebolista argentino que atuava como meio-campista.

## Carreira
Como jogador, vestiu a camisa da Seleção Argentina em 53 partidas, tendo marcado 8 gols. Baixo, magro, seu estilo de futebol era clássico, jogando sempre de cabeça em pé, distribuindo passes com maestria. Foi campeão da Copa do Mundo de 1978, pela Argentina. Disputou também a Copa do Mundo de 1982.
Posteriormente, transferiu-se para o Tottenham, da Inglaterra, onde junto com seu compatriota Ricardo Villa, tornou-se ídolo da torcida dos Spurs, apesar da Guerra das Malvinas terem estourado durante sua estadia no clube.
Durante a guerra com a Argentina, foi emprestado para jogar no Paris Saint-Germain, voltando ao Tottenham assim que foi julgado seguro.

## Títulos

### Como jogador

#### Internacionais
Seleção Argentina
- Copa do Mundo FIFA: 1978

Tottenham
- Copa da UEFA: 1983–84

#### Nacionais
Tottenham
- Copa da Inglaterra: 1980–81, 1981–82
- Supercopa da Inglaterra: 1981

### Como técnico

#### Nacionais
Shimizu S-Pulse
- Copa da Liga Japonesa: 1996
- Tokai Cup: 1996, 1998

Yokohama Marinos
- Copa da Liga Japonesa: 2001

Tokyo Verdy
- Copa do Imperador: 2004

## Campanhas de destaque

### Como jogador

#### Internacionais
Seleção Argentina
- Mundialito: 3º lugar – 1981

#### Nacionais
Huracán
- Campeonato Argentino: 2º lugar – 1976 (Metropolitano)